# Zsírhegy
A zsírhegy (zsírdugó, zsírszörny; angolul fatberg) a városi csatornarendszerekben kialakult, zsírból és nem (vagy nehezen) lebomló hulladékból összeállt képződmény. A zsírhegyek akár száz tonnásra is megnőhetnek, és jelentős károkat okozhatnak a csatornahálózatban és berendezéseiben.

## Kialakulásuk
A zsírhegy kialakulásának oka, hogy sok ember a sütőolajat és a zsiradékokat egyszerűen a lefolyóba önti. Ezek lehűlve és a szennyvíz kémiai elemeivel reakcióba lépve szappanos állagú kötőanyagot képeznek, mely nemcsak a lefolyó falára rakódik le, hanem a csatornarendszerbe jutva megköti a hulladékokat (pelenkák, törlőkendők, tisztasági betétek stb. – melyeket szintén tilos lenne a vécébe dobni), nagyméretű, szilárd dugókat képezve.
A zsírhegyek eltakarítása hetekig, az utána következő csatornajavítás hónapokig tarthat.

## Példák
- 2013 augusztusában 15 tonnás zsírhegyet találtak a londoni Kingston városrész alatt. A tisztítás utáni csatornajavítás hónapokig tartott.[2]
- 2014 szeptemberében és novemberében további nagyméretű zsírdugókat takarítottak el a londoni csatornarendszerből.[4]
- 2014 szeptemberében Melbourne alatt találtak zsírhegyet.[5]
- 2015 áprilisában 10 tonnás zsírhegyet találtak a londoni Chelsea városrész alatt. A képződmény által okozott kárt 400 000 fontra becsülték.[6]
- 2017 szeptemberében 130 tonnás „zsírszörnyre” bukkantak a londoni Whitechapel városrész alatt.[3]